# Grand prix littéraire Archambault
 (janvier 2024).
Pour les articles homonymes, voir Archambault (homonymie).
Le Grand prix littéraire Archambault célèbre et encourage le talent des auteurs québécois et plus particulièrement de la relève. Archambault fait la promotion de la culture au Québec et ce prix littéraire permet de faire découvrir de nouvelles plumes au grand public québécois. Il a été créé à la fin de l'année 2000 par les magasins Archambault afin de promouvoir les auteurs québécois de langue française. 
Les finalistes, de même que le grand gagnant, sont déterminés par un jury de 9 personnes, composé de spécialistes en littérature de chez Archambault et de personnes reconnues dans le milieu littéraire.

## Lauréats
- 2001 : Louise Simard, Thana la fille-rivière
- 2002 : Marie Laberge, Gabrielle ; Adélaïde
- 2003 : Michel Tremblay, Bonbons assortis
- 2004 : Chrystine Brouillet, Indésirables
- 2005 : François Avard, Pour de vrai
- 2006 : Anne Robillard, Les Chevaliers d'Émeraude tome 5 : L'Île des Lézards
- 2007 : Fred Pellerin, Comme une odeur de muscles
- 2008 : Caroline Allard, Les chroniques d'une mère indigne
- 2009 : Marie Laberge, Sans rien ni personne [1]
- 2010 : Isa-Belle Granger, Les Sept Filles d'Avalon[2]
- 2011 : Kim Thúy, Ru[3]
- 2013 : Bertrand Busson, Le Phyto-analyste[4]
- 2014 : David Clerson, Frères[5]
- 2015 : Geneviève Pettersen, La Déesse des mouches à feu[6]
- 2016 : David Goudreault, La Bête à sa mère[7]